# Stedesdorf
Stedesdorf ist eine Gemeinde in Ostfriesland in der Samtgemeinde Esens im Landkreis Wittmund in Niedersachsen.

## Geografie
Stedesdorf ist eine Geestrandsiedlung und liegt an der Verbindungsstraße zwischen Esens (etwa vier Kilometer nordwestlich von Stedesdorf) und Wittmund (etwa neun Kilometer südöstlich).
Zur Gemeinde gehören neben der Ortschaft Stedesdorf die Ortsteile Mamburg, Osteraccum und Thunum.

## Geschichte
Die erste Erwähnung der Ortschaft Stedesdorf findet sich in einer Schenkungsurkunde des Erzbischofs Adalbero von Bremen. In dieser Urkunde, die im Jahr 1137 abgefasst worden ist, wird dem neugegründeten Prämonstratenserkloster Stade der Betrag von vier Mark aus unserer Kuria Stedesdorpe (quatuor marce den curia nostra Stedesdorpe) zugeeignet. Ob es sich bei Stedesdorpe um Stedesdorf handelt, ist allerdings umstritten. Auch Steddorp im Landkreis Rotenburg (Wümme) könnte in dieser Urkunde gemeint sein.
Stedesdorf soll bis in das 14. Jahrhundert eine größere Bedeutung besessen haben als Esens. In der Mitte des 14. Jahrhunderts war Ailwardus Mensana aus Stedesdorf der führende Mann im Harlingerland, auch wenn er noch nicht den Häuptlingsrang besaß. Der erste bekannte Häuptling von Stedesdorf war Wibet, der 1414 das Amt des Vogtes der tom Brok auf der Burg Esens ausübte. In den Folgejahren verstand Wibet es, in den Kämpfen der ostfriesischen Häuptlinge immer auf der Gewinnerseite zu stehen, so dass er schließlich Landeshäuptling des Harlingerlandes wurde. Über seine Erbtochter kamen Stedesdorf und Esens 1447 an Sibo Attena von Dornum. Das Harlingerland mit Stedesdorf blieb bis 1600 selbstständig und kam dann zuerst zur Grafschaft Ostfriesland und schließlich zu Preußen. Von der Burg war schon 1680 nur noch ein mit Wall und Graben umgebener Hügel vorhanden, auf dem ein Gehöft stand.
In der Ortschaft Thunum fand sich vermutlich in früheren Zeiten eine Burg. Die Burg in Thunum ist bis zum Jahr 1344 nachgewiesen. Mamburg wurde 1473 urkundlich erwähnt. Die jüngste Ortschaft Osteraccum wird erstmals 1497 genannt.
Kirchengeschichte
Der Domscholaster von Bremen, Adam, berichtet 1050 von Kirchen im Küstenbereich. Auch für Stedesdorf ist ein früher Kirchenholzbau in dieser Zeit nachgewiesen. Bereits in der ersten Hälfte des 12. Jahrhunderts wurde aber eine Tuffsteinkirche errichtet, die als älteste Kirche im alten Harlingerland gilt. In Stedesdorf tagte das Sendgericht und das Sendrecht wurde im Ort ausgesprochen. Als Sendkirche hatte der Ort die Funktion einer regionalen Ecclesia Matrix (Mutterkirche) und übte den kirchlichen Einfluss auf die Nachbardörfer aus. Esens, Thunum, Burhafe, Dunum, Werdum, Fulkum, Buttforde, Westerbur und weitere Orte waren kirchlich Stedesdorf unterstellt. Somit war Stedesdorf im nördlichen Bistum Bremen der größte Sendkirchenbezirk (1420).

## Religion
Der weitaus überwiegende Teil der Einwohner Stedesdorfs gehören zur Evangelisch-lutherischen Kirchengemeinde Stedesdorf - Thunum. Die römisch-katholischen und evangelisch-freikirchlichen Christen werden von ihren Kirchen in Esens aus seelsorgerlich betreut.

## Politik

### Gemeinderat
Der Rat der Gemeinde Stedesdorf besteht aus elf Ratsfrauen und Ratsherren. Dies ist die festgelegte Anzahl für die Mitgliedsgemeinde einer Samtgemeinde mit einer Einwohnerzahl von 1001 bis zu 2000 Einwohnern. Die elf Ratsfrauen und Ratsherren werden durch eine Kommunalwahl für jeweils fünf Jahre gewählt. Bei der Kommunalwahl 2021 traten die Bewerber um den Einzug in den Gemeinderat erstmals auf einer Einheitsliste an.
Die Kommunalwahl vom 12. September 2021 ergab das folgende Ergebnis:
| Partei                   | Anteilige Stimmen | Anzahl Sitze |
| ------------------------ | ----------------- | ------------ |
| Gemeinsam für Stedesdorf | 99,96 %           | 11           |

Die Wahlbeteiligung bei der Kommunalwahl 2021 lag mit 65,54 % über dem niedersächsischen Durchschnitt von 57,1 %. Zum Vergleich – die Wahlbeteiligung bei der Kommunalwahl 2016 lag mit 69,25 % deutlich über dem niedersächsischen Durchschnitt von 55,5 %. Bei der vorherigen Kommunalwahl vom 11. September 2011 lag die Wahlbeteiligung bei 65,58 %.
Bei der konstituierenden Sitzung am 4. November 2021, in der Gaststätte „Zur Bahn“ wurden Torsten Becker als Bürgermeister, seine Stellvertreterin Marit Ufken und sein zweiter Stellvertreter Johann Freesemann einstimmig vom Rat in ihren Positionen bestätigt.

## Wappen
| | Blasonierung: „Das Wappen der Gemeinde Stedesdorf stellt auf blauem Grund einen goldenen (gelben) Löwen mit roter Zunge dar, der in seinen Tatzen vier goldene (gelbe) Kornähren hält.“ |
| Wappenbegründung: Der Löwe ist dem Wappen des Häuptlings Wibet von Stedesdorf entnommen. Die Ähren stehen für die vier Ortsteile Mamburg, Osteraccum, Thunum und Stedesdorf sowie für die Landwirtschaft. | |

## Bauwerke

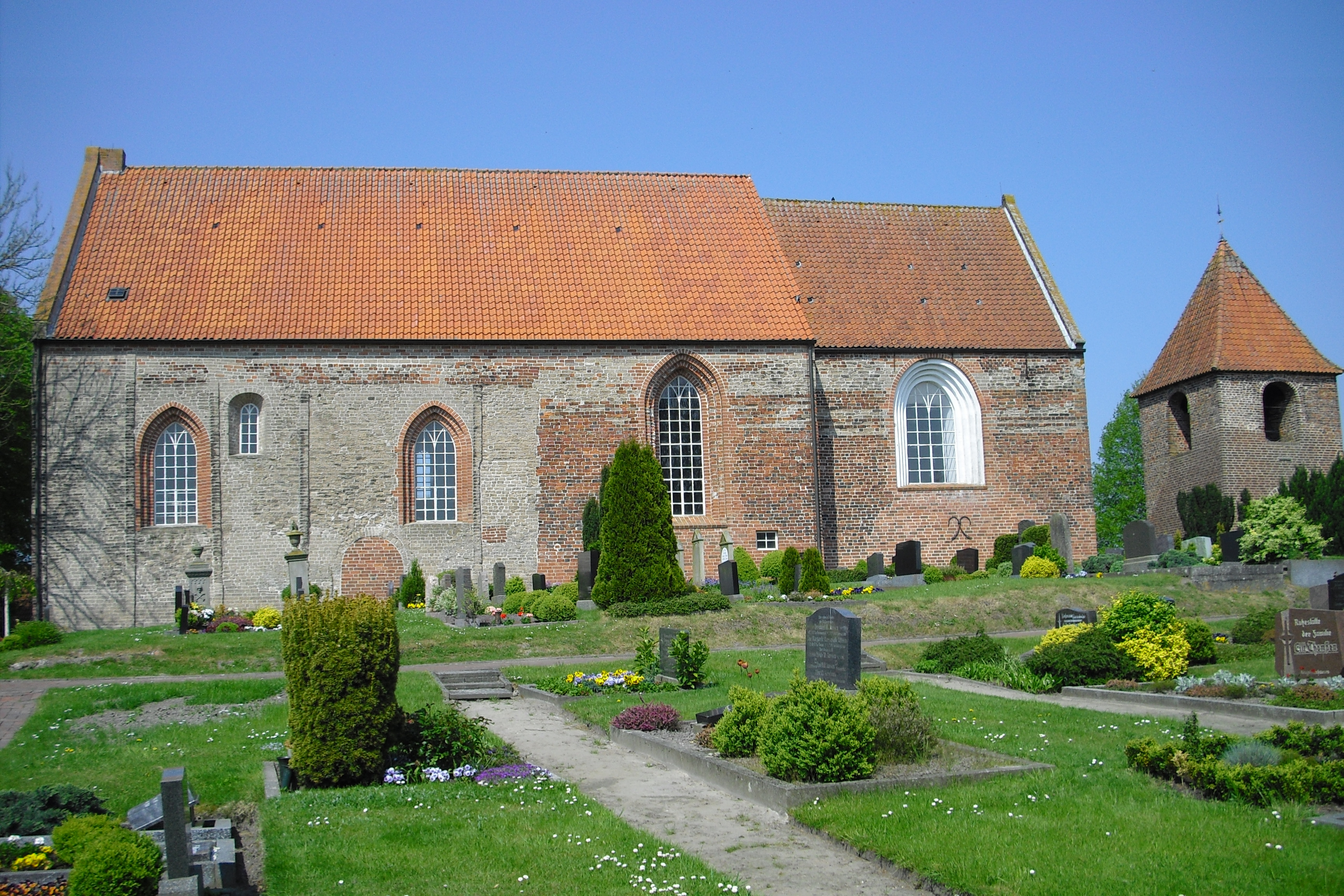
St.-Ägidien-Kirche, von Süden aus gesehen

Die St.-Ägidien-Kirche in Stedesdorf wurde als Sendkirche des ehemaligen Erzbistums Bremen zwischen 1100 und 1150 errichtet. Ihr Grundrisstyp ist in Ostfriesland einzigartig. Das gedrungene Kirchenschiff wird durch einen eingezogenen und fast quadratischen Chorbereich abgeschlossen. Der aus Backsteinen gemauerte Glockenturm des geschlossenen Typs steht frei und stammt von 1695. An der Nordseite des freistehenden Glockenturms befindet sich der Rillenstein von Stedesdorf.

## Verkehr
Der Bahnhof Stedesdorf lag an der Bahnstrecke Norden–Sande. Die Züge passieren den Ort inzwischen ohne Halt.

## Persönlichkeiten
- Karl Rudolf von Glan (* 11. April 1768 in Thunum; † 22. November 1849 in Breslau), preußischer Generalmajor, Kommandant der Festung Glatz
- Gerdes Eilts (* 6. Mai 1894 in Stedesdorf; † 4. Februar 1945 im KZ Neuengamme), Politiker (KPD)